# ذعيفان
مركز ذعيفان؛ هو مركزٌ إداري تابعٌ لمحافظة الرين في منطقة الرياض، ويصنف من فئة (ب) ورمزه 1495.